# Voorspanning (mechanica)
Voorspanning is een principe waarbij in een element dat weinig trek kan opnemen, vooraf druk aangebracht wordt. Zo kan het element wél enige trek opnemen. Voorspanning betekende een revolutie in de bouwkunde. Bij de meeste betonbruggen wordt gebruikgemaakt van liggers van voorgespannen beton.

## Types
In de bouw worden twee types voorspanning gebruikt:
1. Voorspanning met aanhechting en voorgerekt staal. Dit principe wordt gebruikt bij de massaproductie (prefab) van betonelementen.
2. voorspanning zonder aanhechting (VZA) met nagerekt staal, "post-tensioning". Hierbij is de voorspanstreng voorzien van een mantel van PE die is afgeperst met een conserverende was. Dit om de kabel corrosiebestendig te maken. Dit type kabel wordt veel gebruikt in de tuien van een tui-brug.
3. Voorspanning met nagerekt staal, post-tensioning. Hierbij worden de voorspankabels aangebracht in een beschermende buizen door het wapeningsstaal van de brug, waar nadat alles is gecontroleerd en goedgekeurd is, beton in wordt gestort. Na uitharden van het beton worden de voorspanstrengen aangetrokken d.m.v. hydraulische vijzels tot gewenste kracht en vastgezet. Deze 'kanalen' doordat de brug heen worden geïnjecteerd met speciale mortel om deze voorgespannen kabels (bundels strengen) te conserveren en maximale krachtoverdracht van de voorspankabels ten opzichte van de te dragen constructie.